# 真・三國無双DS ファイターズバトル
『真・三國無双DS ファイターズバトル』（しん・さんごくむそうディーエス ファイターズバトル）は、2007年4月5日にコーエーから発売されたニンテンドーDS用のタクティカルアクションゲームである。
キャッチコピーは「きみの強さを、確かめに行け。」。
2004年のE3で発表し、発売をするまで3年間かかった。
プレイヤーオリジナル武将として「朱雀」「青龍」「玄武」の3人が登場。お互いに武将カードで構成されたデッキで対抗するトレーディングカードゲーム的な要素を導入。武将カードは100人以上用意されており、それぞれのカードは使用することによって成長する。本作においては武将カードの収集と成長がやりこみ要素となっている。